# باسكال بيتي (كاتبة)
باسكال بيتي (بالفرنسية: Pascale Petit)‏ هي كاتِبة وشاعرة فرنسية، ولدت في 1953 في باريس في فرنسا.

## وصلات خارجية
- الموقع الرسمي
- باسكال بيتي على موقع ميوزك برينز (الإنجليزية)